# Английский камерный оркестр
Английский камерный оркестр (англ. English Chamber Orchestra) — камерный оркестр, базирующийся в Лондоне.
Основан в 1948 г. Лоуренсом Леонардом и Арнолдом Голдсбро и первоначально назывался Оркестр Голдсбро, исполняя барочную музыку. В 1960 г. оркестр расширил свой репертуар в сторону современности и одновременно принял своё нынешнее название. Долгое время оркестр не имел постоянного дирижёра, работая под управлением приглашённых маэстро, в числе которых были Колин Дэвис и Даниэль Баренбойм. В 1985 г. первым главным дирижёром оркестра стал Джефри Тейт, в 2000 г. его сменил Ральф Готони, в 2009 г. — Пол Уоткинс.
Среди наиболее ярких событий в истории оркестра — его тесное сотрудничество с Бенджамином Бриттеном: оркестр много выступал на фестивале Олдборо, осуществил первые исполнения оперы Бриттена «Сон в летнюю ночь» и нескольких других его произведений, Бриттен неоднократно дирижировал оркестром. Симпатии критиков и слушателей вызвала осуществлённая оркестром вместе с Мюрреем Перайей, солировавшим и руководившим оркестром от рояля, запись всех фортепианных концертов Моцарта. Известен также аналогичный цикл, записанный Мицуко Утида с оркестром под управлением Джефри Тейта (концерты № 5, 6, 8, 9, 11-27).
В 2005 г. Английский камерный оркестр совместно с южноафриканской фолк-группой Ladysmith Black Mambazo записал альбом «No Boundaries» («Без границ»), в котором произведения Баха и Моцарта в своеобразных обработках соседствовали с собственными композициями лидера группы Джозефа Шабалалы.